# Pierre Poletti
Pour les articles homonymes, voir Poletti.
Pierre Poletti, né le 3 octobre 1894 à Blida et mort le 6 avril 1971 à La Seyne-sur-Mer, est un militaire et résistant français, Compagnon de la Libération. 

## Biographie

### Jeunesse et formation
Pierre Poletti naît le 3 octobre 1894 à Blida, en Algérie, où son père est agent de police,. S'engageant dans l'armée, il est affecté le 4 septembre 1914 au 5e régiment de Chasseurs d'Afrique.

### Première Guerre mondiale
Promu brigadier le 19 janvier 1915, il est muté au 6e régiment de Chasseurs d'Afrique le 4 décembre suivant. Retiré de l'Armée d'Afrique en août 1916 par une commission de réforme à la suite d'une complication des oreillons, il est cependant maintenu en service et rejoint les rangs du 11e régiment de cuirassiers. Il passe ensuite, en avril 1917, au 2e régiment de zouaves avec lequel il combat en Lorraine et dans l'Aisne jusqu'à la fin de la guerre.

### Entre-deux-guerres
Réengagé pour cinq ans en novembre 1919, il est promu sergent et affecté au 8e régiment d'infanterie coloniale. Après un séjour au Tchad où il est détaché au régiment indigène du Tchad, il signe un nouvel engagement de cinq ans et, promu adjudant le 1er septembre 1924, il est muté au Régiment d'infanterie coloniale du Maroc. Toujours au Maroc, il rejoint le 1er février 1925 les rangs du 12e régiment de tirailleurs coloniaux avec lequel il participe à la guerre du Rif. Il s'illustre dans la nuit du 8 au 9 décembre 1925 quand il mène avec succès une embuscade lui permettant d'éliminer plusieurs ennemis et de s'emparer de leur armement et de leur matériel. Cette action lui vaut d'être cité à l'ordre du corps d'armée.
Par la suite, il est affecté au 4e régiment de tirailleurs sénégalais puis revient à son précédent régiment, entretemps renommé 12e régiment de tirailleurs sénégalais. Détaché quelques semaines en métropole en tant que surveillant d'un centre de transmission à Antibes, il est promu adjudant-chef puis retourne en Afrique où il est muté au Régiment de tirailleurs sénégalais du Tchad (RTST). Promu sous-lieutenant en janvier 1929, il est détaché au 22e régiment d'infanterie colonial avant de retrouver le RTST en octobre 1930 et d'être promu lieutenant en janvier 1931. Après plusieurs détachements au sein de différents bataillons de tirailleurs sur le territoire de l'Afrique-Équatoriale française et une promotion de capitaine en 1937, il retrouve définitivement de RTST le 1er septembre 1939, au moment où éclate la Seconde Guerre mondiale.

### Seconde Guerre mondiale
Restés stationnés en Afrique pendant la bataille de France, Pierre Poletti et le RTST se rallient à la France libre dès le mois d'août 1940 et passent sous le commandement du colonel Leclerc. Chef du groupe nomade du Borkou, il prend part à la guerre du désert. Lors de la campagne du Fezzan, il se distingue les 29 février et 1er mars 1942 lorsqu'il s'empare de la position de Tedjéré à la tête de son groupe, avec l'appui du groupement Dio,. Il participe ensuite à la campagne de Tripolitaine puis à la campagne de Tunisie. En septembre 1943, il retourne au Tchad où commande le groupe 3 du RTST à Fort-Lamy. Il y reste jusqu'à la fin de la guerre.

### Après-Guerre
Après la guerre, Pierre Poletti reste encore quelque temps dans l'armée avant de la quitter en 1946 avec le grade de lieutenant-colonel. Après avoir vécu plusieurs années en Afrique-Équatoriale française, il revient en métropole où il s'installe dans le Var.
Pierre Poletti meurt le 6 avril 1971 à La Seyne-sur-Mer où il est inhumé.

## Décorations
|  |  |  |  |  |  |  |  |  |
|  |  |  |  |  |  |  |  |  |
|  |  |  |  |  |  |  |  |  |
|  |  |  |  |  |  |  |  |  |

| Grand officier de la Légion d'Honneur                                                  | Grand officier de la Légion d'Honneur                                                  | Grand officier de la Légion d'Honneur                                                  | Compagnon de la Libération Par décret du 23 mai 1942 | Compagnon de la Libération Par décret du 23 mai 1942 | Compagnon de la Libération Par décret du 23 mai 1942 | Médaille militaire                                                              | Médaille militaire                                                              | Médaille militaire                                                              |
| Croix de guerre 1914-1918                                                              | Croix de guerre 1914-1918                                                              | Croix de guerre 1914-1918                                                              | Croix de guerre 1939-1945                            | Croix de guerre 1939-1945                            | Croix de guerre 1939-1945                            | Croix de guerre des Théâtres d'opérations extérieurs Avec une étoile de vermeil | Croix de guerre des Théâtres d'opérations extérieurs Avec une étoile de vermeil | Croix de guerre des Théâtres d'opérations extérieurs Avec une étoile de vermeil |
| Médaille coloniale Avec agrafes "AEF", "Maroc 1925", "Fezzan" et "Fezzan-Tripolitaine" | Médaille coloniale Avec agrafes "AEF", "Maroc 1925", "Fezzan" et "Fezzan-Tripolitaine" | Médaille coloniale Avec agrafes "AEF", "Maroc 1925", "Fezzan" et "Fezzan-Tripolitaine" | Médaille interalliée 1914-1918                       | Médaille interalliée 1914-1918                       | Médaille interalliée 1914-1918                       | Médaille commémorative de la guerre 1914-1918                                   | Médaille commémorative de la guerre 1914-1918                                   | Médaille commémorative de la guerre 1914-1918                                   |
| Chevalier de l'Ordre de l'Étoile noire (Bénin)                                         |                                                                                        |                                                                                        |                                                      |                                                      |                                                      |                                                                                 |                                                                                 |                                                                                 |